# Natusan
Natusan är ett varumärke inom babyhudvård. Varumärket grundades 1949 i Danmark av Alfred Benzon AS och ägs idag av Johnson & Johnson. Företaget bedriver forskning på spädbarnets hud och hår. Natusans produkter är utvecklade och testade för att vara milda och skonsamma.

## Historik
År 1849 övertog den 24-åriga apotekaren Alfred Nicolai Benzon Skandinaviens äldsta apotek, Svan-apoteket i Köpenhamn (grundat år 1536), och startade Alfred Benzon A/S. Efterhand som företaget växte började Alfred Benzon med grossistförsäljning till andra apotek och startade också egen tillverkning av läkemedel. 1949 lanserade Alfred Benzon salvan Natusan. Ordet Natusan kommer från latin och "Natus Sanus è Natusan" betyder "Född frisk". Natusan köptes av Johnson & Johnson i december 1990. Symbolen för Natusan-produkterna är sedan 1984 en svan, efter det danska apoteket "Svanen".